# کارکس ویلیامسی
کارکس ویلیامسی (نام علمی: Carex williamsii) نام یک گونه از سرده جگن است.